# Rozsada
Rozsada – młode rośliny uzyskane po wysianiu nasion w szklarniach, inspektach, na rozsadnikach, przeznaczone do przesadzania na miejsca stałe. Rozsada stosowana jest m.in. w uprawie roślin ciepłolubnych. Poza tym pozwala na poprawę opłacalności produkcji rolnej – przygotowanie rozsad w odpowiednich warunkach (np. w szklarniach) pozwala zaoszczędzić miejsce (rozsady zajmują mniej miejsca niż rośliny uprawiane na stanowiskach docelowych w luźnej więźbie.